# Förder der Bastion Cleve

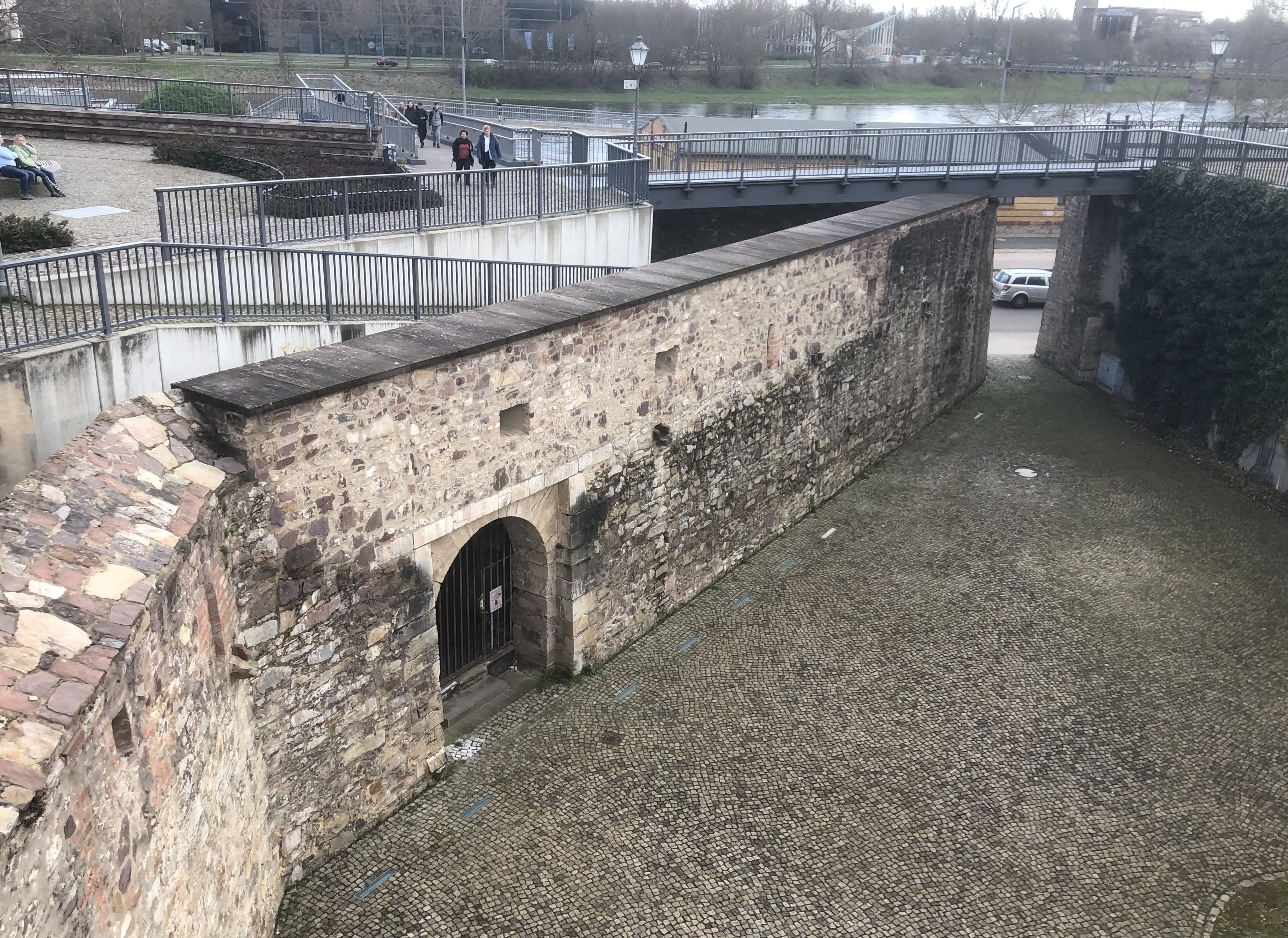
Blick vom Wehrturm Cleve auf den südlichen Eingang zum Förder der Bastion Cleve, 2023

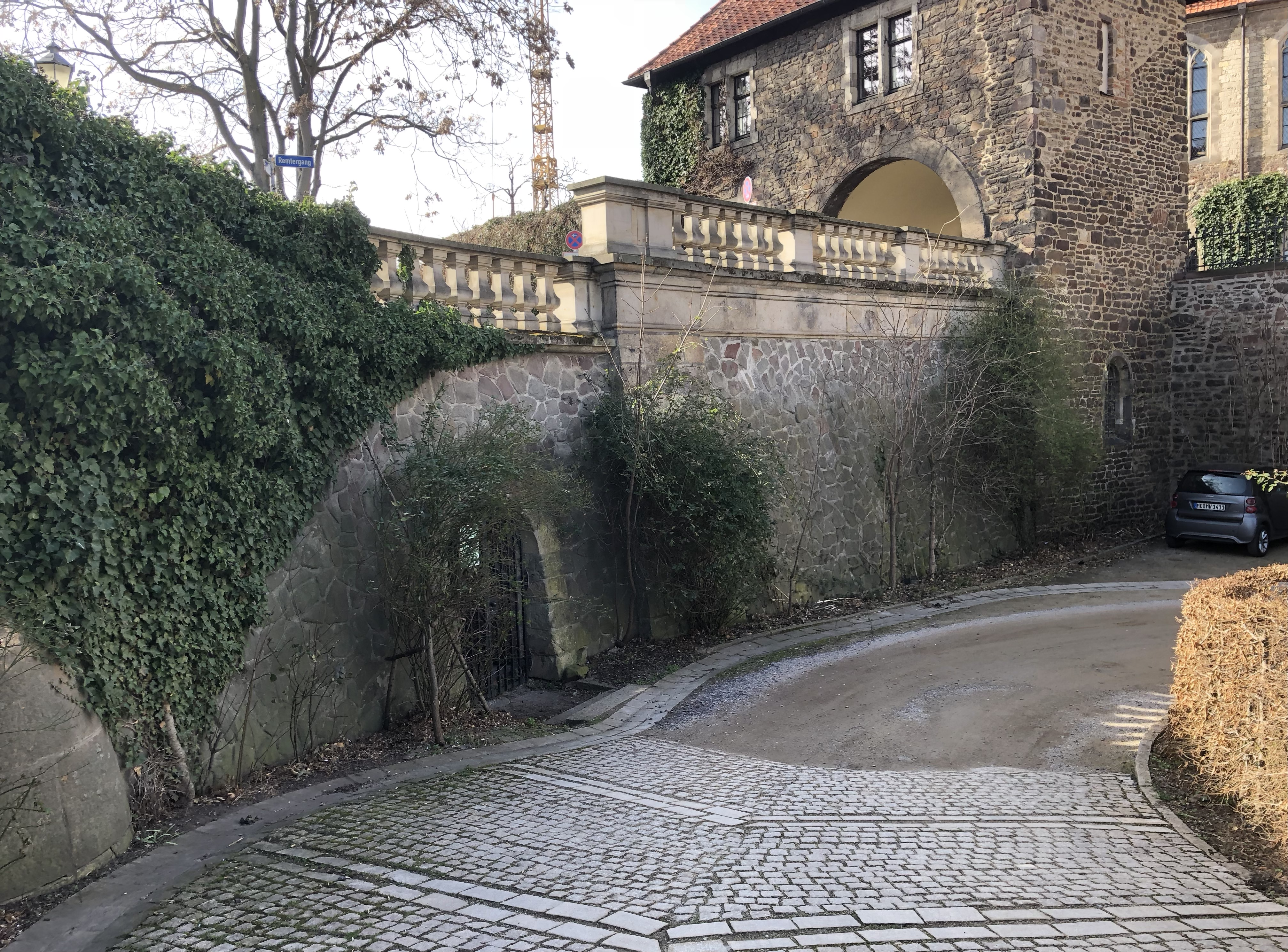
Nördlicher Zugang (links), 2019

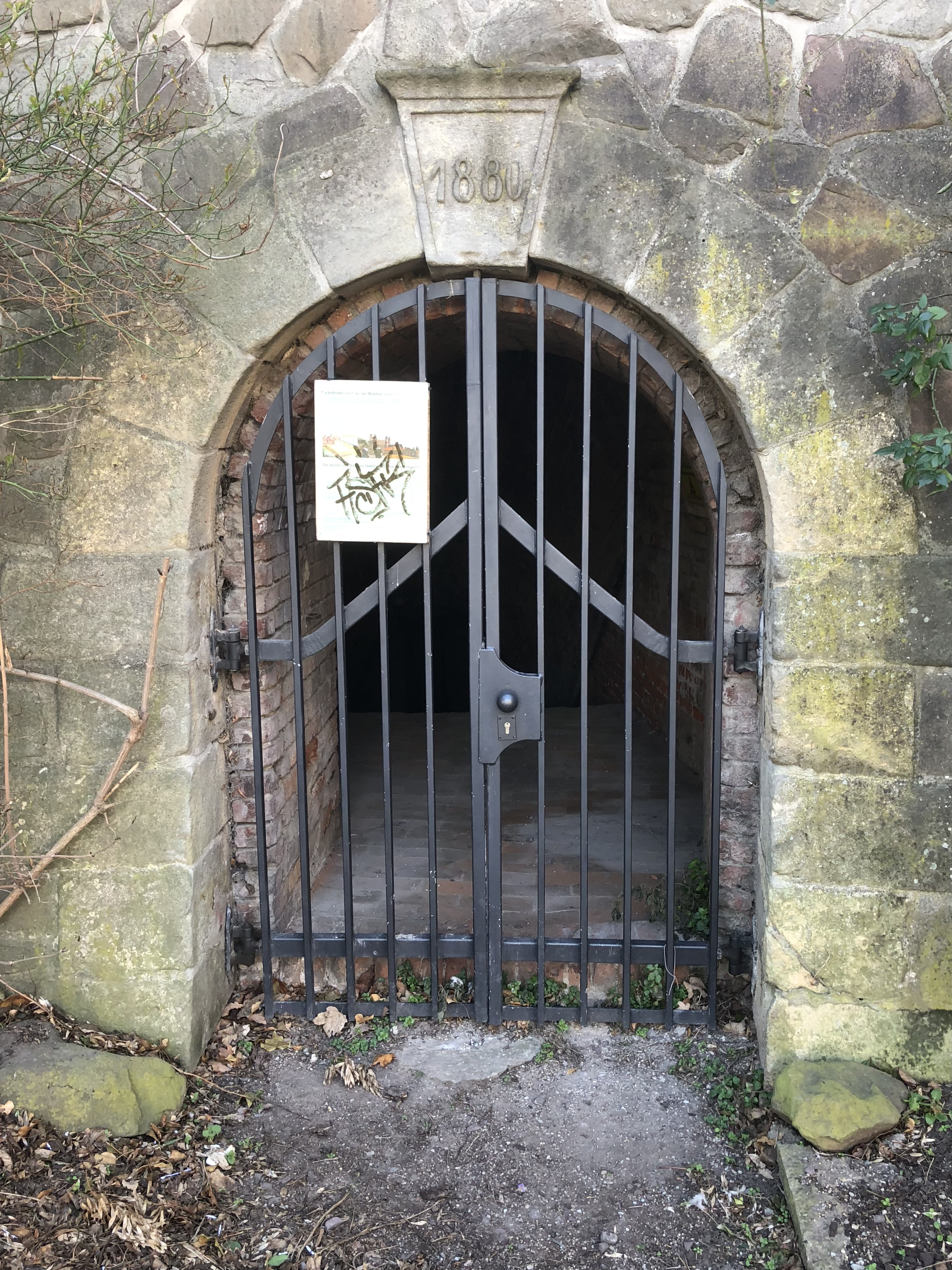
1880 umgestalteter nördlicher Zugang

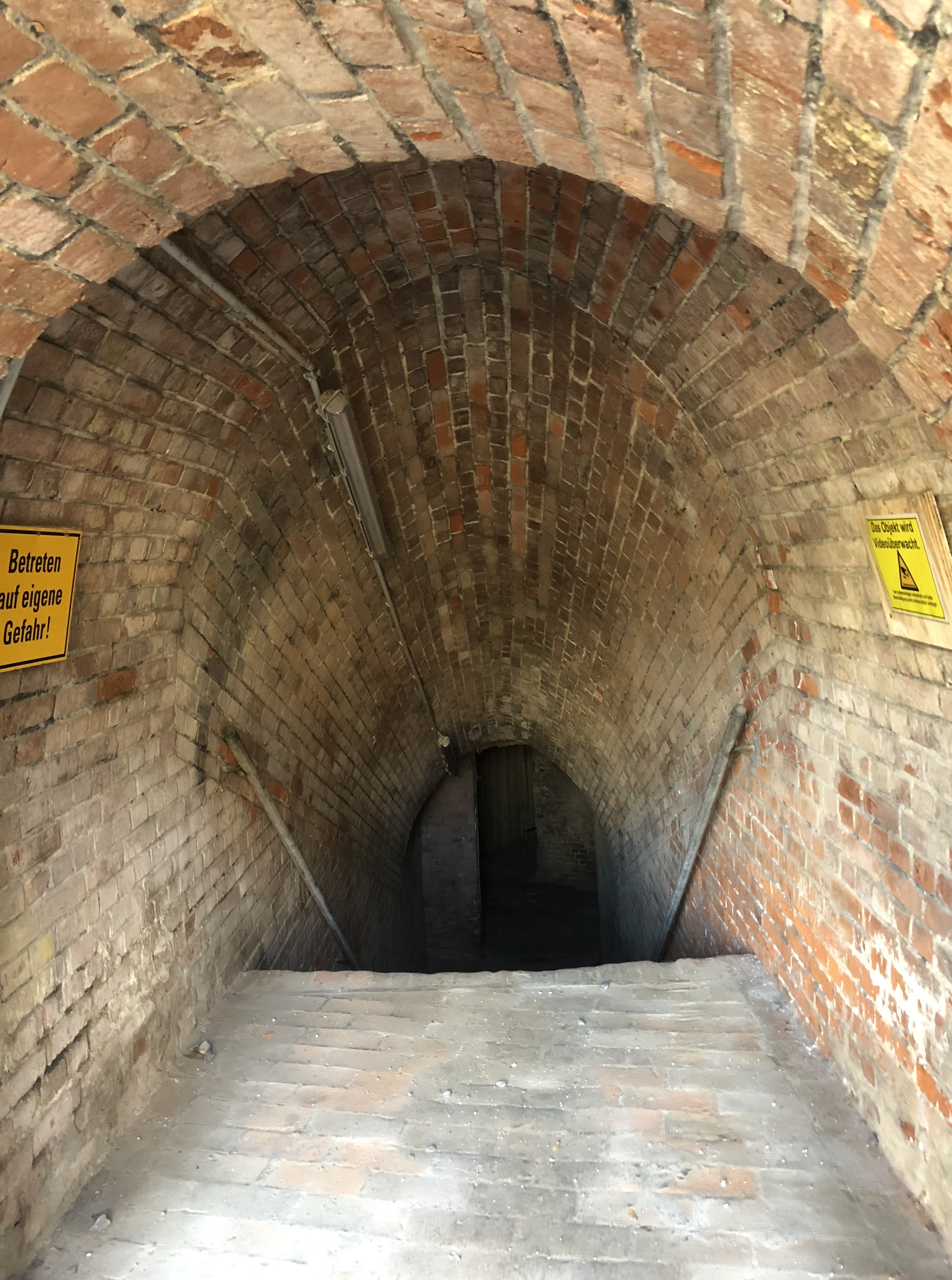
Zugang zur Treppe, 2019

Der Förder der Bastion Cleve ist eine denkmalgeschützte Poterne der Bastion Cleve in der Magdeburger Altstadt.

## Lage
Die Poterne führt vom Hof der Bastion Cleve nach Norden in Richtung Garten der Möllenvogtei und unterquert dabei die Straßen Am Dom, Fürstenwall und Remtergang.

## Architektur und Geschichte
Die Poterne entstand wohl in den 1530er Jahren als überwölbter Förder. Vermutlich zwischen 1525 und 1536 wurden in diesem Bereich Bauarbeiten an der Stadtmauer durchgeführt, wobei 1536 das Rondell Gebhard entstand, das später in die Bastion Cleve einbezogen wurde. Im Rahmen des Baus des Rondells mussten in diesem Gebiet Erdaufschüttungen vorgenommen werden. Der bereits zuvor von der Möllenvogtei aus der Stadt nach Süden in Richtung Elbvorland, Kloster Berge und Buckau führende Weg sollte erhalten werden, so dass er überwölbt und durch den neu errichteten Wall hindurch geführt wurde.
Im 1632 von Otto von Guericke gezeichneten Stadtplan ist der Förder eingetragen und auch als solcher bezeichnet. 
1880 wurde der nördliche Zugang umgebaut. Es entstand eine steil in den Förder hinabführende, von einem Ziegeltonnengewölbe überspannte Treppe. Ursprünglich lag der nördliche Zugang deutlich tiefer. Oberhalb des Zugangs befindet sich in einem Schlussstein die Jahreszahl 1880. Der so neu gestaltete Zugang geht nach etwa 12,70 Metern in den aus dem 16. Jahrhundert stammenden, sich etwas nach Südwesten abwinkelnden Förder über, der von einem aus Bruchsteinen gebauten bauzeitlichen Tonnengewölbe überdeckt wird. Das Gewölbe hat eine Breite von 3,70 Metern, bei einer Höhe von etwa 3,50 Metern und war so ursprünglich auch für Fuhrwerke geeignet. Die Gesamtlänge des Förders wird mit 57 Metern angegeben. Die Gewölbestärke liegt zwischen 0,55 und 0,6 Metern. Im nördlichen Teil befindet sich eine flache Schießscharte, die der Kontrolle des Förders von außen diente. Nach einer Strecke von etwa 40 Metern aus nördlicher Richtung befindet sich noch ein aus dem 15. Jahrhundert stammender ursprünglicher Tordurchgang mitsamt Gewände.
Der südliche Teil des Förders war in der ab 1872 erfolgten Abtragung bzw. Verfüllung der Bastion Cleve verschüttet worden. Ab 2003 wurde er wieder freigelegt und ist wieder von beiden Seiten zugänglich. Der Förder ist von Gittertoren verschlossen, wird jedoch zu bestimmten Anlässen für die Öffentlichkeit geöffnet.
Im Denkmalverzeichnis des Landes Sachsen-Anhalt ist das Festungsbauwerk unter der Erfassungsnummer 107 15009 003 als Teilobjekt des Baudenkmals Bastion Cleve verzeichnet.